# Associazione Calcio Monza 1953-1954
Questa voce raccoglie le informazioni riguardanti l'Associazione Calcio Monza nelle competizioni ufficiali della stagione 1953-1954.

## Stagione
In casa brianzola ci sono molte novità: dopo cinque stagioni lascia la carica il presidente Pino Borghi e al suo posto Giovan Battista Pastori. 
Anche l'allenatore Annibale Frossi lascia il Monza a fine novembre dopo cinque stupende stagioni e con il merito di averlo portato per la prima volta in Serie B: per lui Monza è stata un vero e proprio trampolino di lancio.
Al suo posto viene chiamato Fioravante Baldi che guiderà i brianzoli a lottare per la promozione fino quasi al termine del campionato. 
La squadra è stata rinforzata con gli arrivi dal Napoli della punta Mario Astorri dal Marzotto, del centrocampista Giancarlo Forlani e dall'Inter del difensore Lino Grava. 
Altra novità rilevante della stagione è che, pur restando lo stesso, lo stadio dei biancorossi cambia denominazione da questa stagione grazie ad un accordo tra società ed Amministrazione Comunale.
Il vecchio "San Gregorio" diventa Stadio Città di Monza.
Miglior marcatore stagionale biancorosso l'ex juventino e napoletano Mario Astorri autore di sette reti pur giocando solo mezzo torneo.

## Rosa
| N. |                   | Ruolo | Calciatore        |
| -- | ----------------- | ----- | ----------------- |
|    | Italia (bandiera) | A     | Mario Astorri     |
|    | Italia (bandiera) | D     | Bruno Barberi     |
|    | Italia (bandiera) | A     | Giovanni Calegari |
|    | Italia (bandiera) | C     | Carlo Colombetti  |
|    | Italia (bandiera) | C     | Umberto Colombo   |
|    | Italia (bandiera) | D     | Francesco Copreni |
|    | Italia (bandiera) | D     | Mario Corti       |
|    | Italia (bandiera) | A     | Giovanni Cuzzoni  |
|    | Italia (bandiera) | D     | Giacomo De Poli   |
|    | Italia (bandiera) | C     | Giancarlo Forlani |

| N. |                   | Ruolo | Calciatore                    |
| -- | ----------------- | ----- | ----------------------------- |
|    | Italia (bandiera) | A     | Giovanni Battista Fracassetti |
|    | Italia (bandiera) | D     | Lino Grava                    |
|    | Italia (bandiera) | P     | Roberto Lovati                |
|    | Italia (bandiera) | D     | Sergio Magni                  |
|    | Italia (bandiera) | A     | Evaristo Malavasi             |
|    | Italia (bandiera) | D     | Giovanni Pasolini             |
|    | Italia (bandiera) | D     | Giuseppe Piazza               |
|    | Italia (bandiera) | A     | Renzo Tambani                 |
|    | Italia (bandiera) | C     | Paolo Todeschini              |
|    | Italia (bandiera) | A     | Mario Zanello                 |

## Risultati

### Serie B

#### Girone di andata
| Arbitro: | Arpaia (Roma) |

|                         |           |                                     |
| Agnoletto 45’ Pison 83’ | Marcatori | 30’ Astorri 47’ Cuzzoni 84’ Colombo |

| Arbitro: | Lo Bello (Siracusa) |

|                          |           |                          |
| Pasolini 13’ Astorri 70’ | Marcatori | 55’ Ponzoni 64’ Pallaoro |

| Messina 27 settembre 1953 3ª giornata | Messina         | 0 – 0 | Monza | Stadio Giovanni Celeste\| Arbitro: \| Corallo (Lecce) \| |
| Arbitro:                              | Corallo (Lecce) |       |       |                                                          |

| Arbitro: | Alterio (Roma) |

|                  |           |                         |
| Bassetti 3’, 32’ | Marcatori | 20’ Forlani 28’ Astorri |

| Arbitro: | Occhinegro (Taranto) |

|                        |           |              |
| Forlani 3’ Tambani 14’ | Marcatori | 86’ Fiorindi |

| Arbitro: | Alterio (Roma) |

|                |           |  |
| Todeschini 87’ | Marcatori |  |

| Arbitro: | Pieri (Trieste) |

|              |           |              |
| De Prati 70’ | Marcatori | 74’ Malavasi |

| Arbitro: | De Leo (Mestre) |

|            |           |  |
| Colombo 1’ | Marcatori |  |

| Arbitro: | Rigato (Mestre) |

|          |           |  |
| Rosa 76’ | Marcatori |  |

| Arbitro: | Corallo (Lecce) |

|                                             |           |  |
| Raimondi 69’ (aut.) Colombo 74’ Astorri 81’ | Marcatori |  |

| Arbitro: | Liverani (Torino) |

|                                                             |           |             |
| Gritti 13’ Colombetti 55’ (aut.) Ghiandi 85’ Malighetti 88’ | Marcatori | 61’ Tambani |

| Arbitro: | Arpaia (Roma) |

|                                             |           |  |
| Cecconi 36’ Lonardi 56’, 66’ Scaramuzzi 89’ | Marcatori |  |

| Arbitro: | Guarnaschelli (Pavia) |

|                                             |           |  |
| Forlani 75’ Malavasi 83’ (rig.) Astorri 88’ | Marcatori |  |

| Arbitro: | Marchetti (Milano) |

|                  |           |                  |
| Astorri 67’, 85’ | Marcatori | 69’, 73’ Hofling |

| Arbitro: | De Gregorio (Legnano) |

|                         |           |                       |
| Lulich 47’ Maronati 87’ | Marcatori | 18’ (rig.) Colombetti |

| Arbitro: | Menchini (Udine) |

|            |           |  |
| Lerici 76’ | Marcatori |  |

| Monza 17 gennaio 1954 17ª giornata | Monza            | 0 – 0 | Lanerossi Vicenza | Stadio Città di Monza\| Arbitro: \| Orlandini (Roma) \| |
| Arbitro:                           | Orlandini (Roma) |       |                   |                                                         |

#### Girone di ritorno
| Monza 31 gennaio 1954 18ª giornata | Monza           | 0 – 0 | Padova | Stadio Città di Monza\| Arbitro: \| Marangio (Roma) \| |
| Arbitro:                           | Marangio (Roma) |       |        |                                                        |

| Arbitro: | Canepa (Genova) |

|                    |           |  |
| Lodi 35’ Cabas 88’ | Marcatori |  |

| Arbitro: | Moriconi (Roma) |

|                       |           |  |
| Zanello 82’ Grava 85’ | Marcatori |  |

| Arbitro: | Bernardi (Bologna) |

|              |           |              |
| Malavasi 32’ | Marcatori | 53’ Cattaneo |

| Piombino 28 febbraio 1954 22ª giornata | Piombino          | 0 – 0 | Monza | Stadio Magona d'Italia\| Arbitro: \| Grandville (Roma) \| |
| Arbitro:                               | Grandville (Roma) |       |       |                                                           |

| Arbitro: | Fornari (Bologna) |

|                 |           |  |
| Scagliarini 24’ | Marcatori |  |

| Monza 14 marzo 1954 24ª giornata | Monza             | 0 – 0 | Marzotto Valdagno | Stadio Città di Monza\| Arbitro: \| Grandville (Roma) \| |
| Arbitro:                         | Grandville (Roma) |       |                   |                                                          |

| Arbitro: | Bonetto (Torino) |

|            |           |  |
| Morgia 76’ | Marcatori |  |

| Arbitro: | Perego (Milano) |

|             |           |  |
| Cuzzoni 35’ | Marcatori |  |

| Salerno 4 aprile 1954 27ª giornata | Salernitana     | 0 – 0 | Monza | Stadio Comunale\| Arbitro: \| Moriconi (Roma) \| |
| Arbitro:                           | Moriconi (Roma) |       |       |                                                  |

| Monza 18 aprile 1954 28ª giornata | Monza              | 0 – 0 | Como | Stadio Città di Monza\| Arbitro: \| Valsecchi (Milano) \| |
| Arbitro:                          | Valsecchi (Milano) |       |      |                                                           |

| Arbitro: | Canepa (Monza) |

|             |           |  |
| Cuzzoni 45’ | Marcatori |  |

| Arbitro: | Righi (Milano) |

|             |           |             |
| Rebuzzi 56’ | Marcatori | 15’ Forlani |

| Arbitro: | Canepa (Genova) |

|  |           |             |
|  | Marcatori | 59’ Tambani |

| Monza 16 maggio 1954 32ª giornata | Monza          | 0 – 0 | Fanfulla | Stadio Città di Monza\| Arbitro: \| Righi (Milano) \| |
| Arbitro:                          | Righi (Milano) |       |          |                                                       |

| Monza 23 maggio 1954 33ª giornata | Monza                        | 0 – 0 | Alessandria | Stadio Città di Monza\| Arbitro: \| Agnolin (Bassano del Grappa) \| |
| Arbitro:                          | Agnolin (Bassano del Grappa) |       |             |                                                                     |

| Arbitro: | Famulari (Messina) |

|          |           |              |
| Menti 2’ | Marcatori | 63’ Calegari |

## Statistiche

### Statistiche di squadra
| Competizione | Punti | In casa | In casa | In casa | In casa | In casa | In casa | In trasferta | In trasferta | In trasferta | In trasferta | In trasferta | In trasferta | Totale | Totale | Totale | Totale | Totale | Totale | DR |
| Competizione | Punti | G       | V       | N       | P       | Gf      | Gs      | G            | V            | N            | P            | Gf           | Gs           | G      | V      | N      | P      | Gf     | Gs     | DR |
| ------------ | ----- | ------- | ------- | ------- | ------- | ------- | ------- | ------------ | ------------ | ------------ | ------------ | ------------ | ------------ | ------ | ------ | ------ | ------ | ------ | ------ | -- |
| Serie B      | 36    | 17      | 8       | 9       | 0       | 19      | 6       | 17           | 2            | 7            | 8            | 11           | 23           | 34     | 10     | 16     | 8      | 30     | 29     | +1 |

### Statistiche dei giocatori
| Giocatore      | Serie B  | Serie B |
| Giocatore      | Presenze | Reti    |
| -------------- | -------- | ------- |
| M. Astorri     | 19       | 7       |
| B. Barberi     | 2        | 0       |
| G. Calegari    | 6        | 1       |
| C. Colombetti  | 19       | 1       |
| U. Colombo     | 31       | 3       |
| F. Copreni     | 27       | 0       |
| M. Corti       | 19       | 0       |
| G. Cuzzoni     | 25       | 3       |
| G. De Poli     | 26       | 0       |
| G. Forlani     | 29       | 4       |
| G. Fracassetti | 5        | 0       |
| L. Grava       | 18       | 1       |
| R. Lovati      | 34       | -29     |
| S. Magni       | 26       | 0       |
| E. Malavasi    | 30       | 3       |
| G. Pasolini    | 19       | 1       |
| G. Piazza      | 8        | 0       |
| R. Tambani     | 15       | 3       |
| P. Todeschini  | 11       | 1       |
| M. Zanello     | 5        | 1       |